# Los Guerrero
Los Guerrero är en ort i Mexiko.   Den ligger i kommunen Aguascalientes och delstaten Aguascalientes, i den centrala delen av landet, 400 km nordväst om huvudstaden Mexico City. Los Guerrero ligger 1 915 meter över havet och antalet invånare är 149.
Terrängen runt Los Guerrero är lite kuperad, och sluttar brant västerut. Runt Los Guerrero är det tätbefolkat, med 383 invånare per kvadratkilometer. Närmaste större samhälle är Aguascalientes, 9,4 km norr om Los Guerrero. Trakten runt Los Guerrero består till största delen av jordbruksmark.